# José Valero

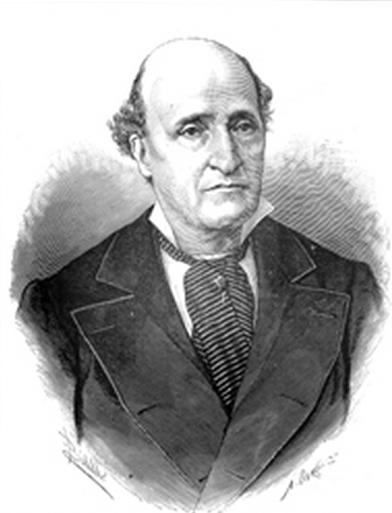
José Valero

José Valero Villavicencio (Sevilla, 1808 - Barcelona, 12 de enero de 1891), fue un actor español.

## Biografía
Se subió por primera vez a un escenario a la edad de siete años, en la obra El pastelero del Madrigal. Siendo aun muy joven, se instaló en Madrid y actuó en los Teatros de la Cruz y del Príncipe haciendo personajes de galán joven. Entre los estrenos de esa época destaca Marcela (Bretón de los Herreros, 1831).
Estuvo presente en los primeros años del Teatro Español y triunfó con la pieza Ricardo Darlington de Alejandro Dumas. Entre 1837 y 1848 continuó su carrera en Cádiz, Sevilla y Barcelona, para regresar a la capital en 1848 con el estreno de Los amantes de Teruel, en compañía de Teodora Lamadrid.
Tras fundar su propia compañía, realizó giras por España y contribuyó económicamente a la inauguración del Hospital de la Princesa en Madrid, haciéndose merecedor de la Cruz de la Orden Civil de la Beneficencia.
En las décadas de 1850 y 1860 compaginó sus actuaciones en el Teatro Español con las del Teatro del Circo, con obras como El mal Apóstol o El padre de los pobres. Entre 1866 y 1869 y de nuevo en 1871 realizó giras por América Latina, la segunda con Emilio Mario, que le llevaron a recalar en La Habana y México D.F. Regresó a América y estuvo  en 1878 en Santiago de Chile y en 1886 en Buenos Aires.
Se casó en dos ocasiones (1837 y 1858) pero enviudó las dos veces. Su segunda esposa fue la cantante Emilia Moscoso.
Fue coetáneo y gran rival artístico de Julián Romea.